# لامبرتو لئوناردی
لامبرتو لئوناردی (انگلیسی: Lamberto Leonardi; ۸ اوت ۱۹۳۹ – ۲۲ فوریهٔ ۲۰۲۱) بازیکن فوتبال اهل ایتالیا بود.
از باشگاه‌هایی که در آن بازی کرده‌است می‌توان به باشگاه فوتبال مودنا، باشگاه فوتبال کوزنتسا کالچو، باشگاه فوتبال یوونتوس، باشگاه فوتبال آ.اس. رم، باشگاه فوتبال آتالانتا، باشگاه فوتبال بنونتو، و باشگاه فوتبال وارزه اشاره کرد.